# Tèmenos
Tèmenos (en grec: τέμενος) és un tros de terra delimitat i assignat a un domini oficial, especialment un rei (basileus) i caps (anax) o un tros de terra treta dels usos comuns i dedicada a un déu, un santuari, una arbreda sagrada o un recinte sagrat: Les curses dels Jocs Pítics s'anomenen un tèmenos, la sagrada vall del Nil és la Νείλοιο πῖον τέμενος Κρονίδα, l'Acròpolis és el ἱερὸν τέμενος (de Pal·las). Aquesta paraula deriva del verb grec τέμνω (temnō, «tallar, separar»); en plural: τεμένη, temene. El primer testimoni registrat és en el grec micènic te-me-no, escrit en escriptura sil·làbica Linear B.
El concepte de tèmenos va sorgir en les cultures clàssics mediterrànies com un espai reservat per a l'adoració dels déus. Alguns autors l'han utilitzat aplicat a un bosc sagrat, aïllats dels espais de vida quotidiana, mentre que altres l'apliquen a zones de santuaris urbans.
Carl Jung relaciona el tèmenos amb el fascinant cercle màgic, que actua com un espai quadrat o lloc segur on pot tenir lloc el treball mental.